# 1977년 텔레비전 애니메이션 목록
다음은 1977년에 방송된 텔레비전 애니메이션이다.

## 일본
| 제목                                  | 화수 | 방송 기간 | 채널       | 비고 |
| ------------------------------------- | ---- | --------- | ---------- | ---- |
| 얏타맨                                |      | 1977년    | 후지TV     |      |
| 미국너구리 라스칼                     |      | 1977년    | 후지TV     |      |
| 제타 마르스                           |      | 1977년    | 후지TV     |      |
| 합신전대 메칸더 로보                  |      | 1977년    | 도쿄12채널 |      |
| 혹성로봇 단가드A                      |      | 1977년    | 후지TV     |      |
| 내일에 공격!                          |      | 1977년    | 후지TV     |      |
| 바바파파                              |      | 1977년    | 도쿄12채널 |      |
| 초합체마술로봇 긴가이저               |      | 1977년    | 아사히TV   |      |
| 빙하전사 가이스라가                   |      | 1977년    | 아사히TV   |      |
| 초전자머신 볼테스V                    |      | 1977년    | 아사히TV   |      |
| 시튼 동물기 아기곰 재키               |      | 1977년    | 아사히TV   |      |
| 알프스 음악 소녀 네티의 이상한 이야기 |      | 1977년    | 아사히TV   |      |
| 초인전대 바라타크                     |      | 1977년    | 아사히TV   |      |
| 나는 철병                             |      | 1977년    | 후지TV     |      |
| 한방 간타군                           |      | 1977년    | 후지TV     |      |
| 아로엔프렘 그랑프리의 매              |      | 1977년    | 후지TV     |      |
| 신 거인의 별                          |      | 1977년    | 요미우리TV |      |
| 풍선 소녀 덴푸루짱                    |      | 1977년    | 후지TV     |      |
| 집 없는 아이                          |      | 1977년    | 니혼TV     |      |
| 신 루팡3세                            |      | 1977년    | 니혼TV     |      |
| 초슈퍼카 갓타이거                     |      | 1977년    | 도쿄12채널 |      |
| 날아라! 머신 히류                     |      | 1977년    | 도쿄12채널 |      |
| 만화 일본 에마키                      |      | 1977년    | TBS        |      |
| 공룡대전쟁 아이젠보그                 |      | 1977년    | 도쿄12채널 |      |
| 무적초인 점보트3                      |      | 1977년    | 나고야TV   |      |
| 격주! 루벤카이저                      |      | 1977년    | 아사히TV   |      |
| 어린 풀 샤를로트                      |      | 1977년    | 아사히TV   |      |
| 만화 위인전                           |      | 1977년    | TBS        |      |
| 여왕폐하 프티안제                     |      | 1977년    | 아사히TV   |      |
| 야구광의 시                           |      | 1977년    | 후지TV     |      |

## 참고 문헌
- 야마구치 야스오 (2005). 《일본 애니메이션 역사》. 미술문화. 221쪽.